# Mohamed Mamún Taha
Mohámed Mamún Taha (conocido por Momata; 17 de julio de 1927, Alcazarquivir, protectorado español de Marruecos, España – 28 de diciembre de 2002), fue un poeta marroquí de lengua española. 

## Biografía
De Ksar el Kbir (Alcazarquivir) pero hijo adoptivo de Larache, es el poeta Mohamed Mamoun Taha “Momata”, autor, entre otros libros, de Lágrimas de una pluma (Editions Marocaines et Internacionales – Tánger, 1993), aunque también se editó en Larache, o Susurros (Imprenta Najah El Jadida – Casablanca, 1995).
Tras vivir en Aislah, Momata estudió arquitectura en la Universidad Politécnica de Madrid. Desde siempre, cultivó la poesía. Comenzó publicando en la prensa marroquí de expresión francesa, que aceptó curiosamente sus poemas escritos en español, y después lo hizo en las páginas en español de L’Opinion (Rabat) y en el periódico La Mañana (Casablanca). Tras instalarse definitivamente en Larache, esta ciudad y la de Arcila, se convierten en sus máximas fuentes de inspiración. Influenciado por la poesía española, Momata es uno de los poetas marroquíes más importantes que han escrito su obra en castellano. La muerte, el paso del tiempo y el cansancio, las ausencias, la amistad… son los temas recurrentes de su obra, así como el amor o su visión de temas actuales del momento. No tuve la oportunidad de conocerle personalmente, pero mantengo una entrañable amistad con su hijo con el que, cuando nos vemos en Larache, mantengo largas charlas sobre los problemas de la ciudad y su decadencia…

### Carrera
En 1957 obtiene el título de arquitecto por la Universidad Politécnica de Madrid. 
Es el poeta marroquí por excelencia, poeta que escribe en lengua española. Al principio publica en la prensa marroquí de expresión francesa, que acepta sus poemas escritos en español, después en las páginas en español de "L’Opinion" (Rabat) y en el periódico "La Mañana" (Casablanca); más tarde —década de los noventa— hará una recopilación de sus trabajos y publicará dos libros que dejará para la posteridad en forma de dos bonitos poemarios.

## Obras
- Lágrimas de una pluma (Éditions Marocaines et Internationales, Tánger, 1993)
- Susurros (Imp. Najah El Jadida, Casablanca, 1995)